# 山本彰子
山本 彰子（やまもと しょうこ、10月9日 - ）は、日本の女性声優。かつてはカレイドスコープに所属していた。宮崎県出身。

## 出演作品

### テレビアニメ
- エア アカデミー（ヘレン）
- 牙狼 -紅蓮ノ月-（牛車の女）
- 地獄少女 二籠（アナウンサー、リポーター）
- 史上最強の弟子ケンイチ（ワルキューレ）
- 神曲奏界ポリフォニカ（看護師A、女生徒）
- 乃木坂春香の秘密（英語教師）
- ロケットガール（斑麗、亜里沙）

### ドラマCD
- Vassalord. Act.Ⅲ（アナウンサー）
- キスとDO-JIN!（女B、アナウンス）
- CLANNAD（店員、女子生徒）
- シュラキ
- ななか6/17（ルミ）
- ひぐらしのなく頃に

### ゲーム
- 神曲奏界ポリフォニカ Memories White（デイジー）
- UniV.

### ラジオ
- 智一&璐美のラジオ腐りかけ!（アシスタント）

### その他
- コープ神奈川店内放送（ナレーション）
- JA建更ロボット目覚まし時計（男の子）
- セビジャーナス入門編VHS（マリア・デル・ベルランガ）
- ペットプロジェクト